# Fakulteta
To je članek o fakulteti kot šolski ustanovi. Za matematično funkcijo glej fakulteta (funkcija).
Fakulteta je šolska ustanova, ki izvaja višje in/ali visokošolski program samostojno oz. v sklopu univerze.